# Stará Lhota
Stará Lhota je malá vesnice, část města Nýrsko v okrese Klatovy v Plzeňském kraji. Nachází se při řece Úhlavě, severně od nýrské přehrady, asi 3 km na jih od Nýrska. Je zde evidováno 37 adres. V roce 2011 zde trvale žilo 56 obyvatel.
Stará Lhota je také název katastrálního území o rozloze 3,04 km².

## Historie
První písemná zmínka o vesnici pochází z roku 1379.

## Obyvatelstvo
| Rok            | 1869 | 1880 | 1890 | 1900 | 1910 | 1921 | 1930 | 1950 | 1961 | 1970 | 1980 | 1991 | 2001 | 2011 | 2021 |
| -------------- | ---- | ---- | ---- | ---- | ---- | ---- | ---- | ---- | ---- | ---- | ---- | ---- | ---- | ---- | ---- |
| Počet obyvatel | 270  | 284  | 284  | 298  | 286  | 292  | 296  | 93   | 81   | 67   | 52   | 53   | 46   | 56   | 49   |
| Počet domů     | 33   | 38   | 38   | 38   | 39   | 38   | 44   | 40   | 40   | 19   | 17   | 22   | 26   | 27   | 33   |

## Obecní správa
Při sčítání lidu v letech 1850–1909 Stará Lhota byla osadou obce Skelná Huť v okrese Klatovy. V letech 1910–1954 byla samostatnou obcí v okrese Klatovy. Od 1. dubna 1954 je částí města Nýrsko v okrese Klatovy.

## Pamětihodnosti
- Hrad Pajrek, zřícenina

## Fotogalerie

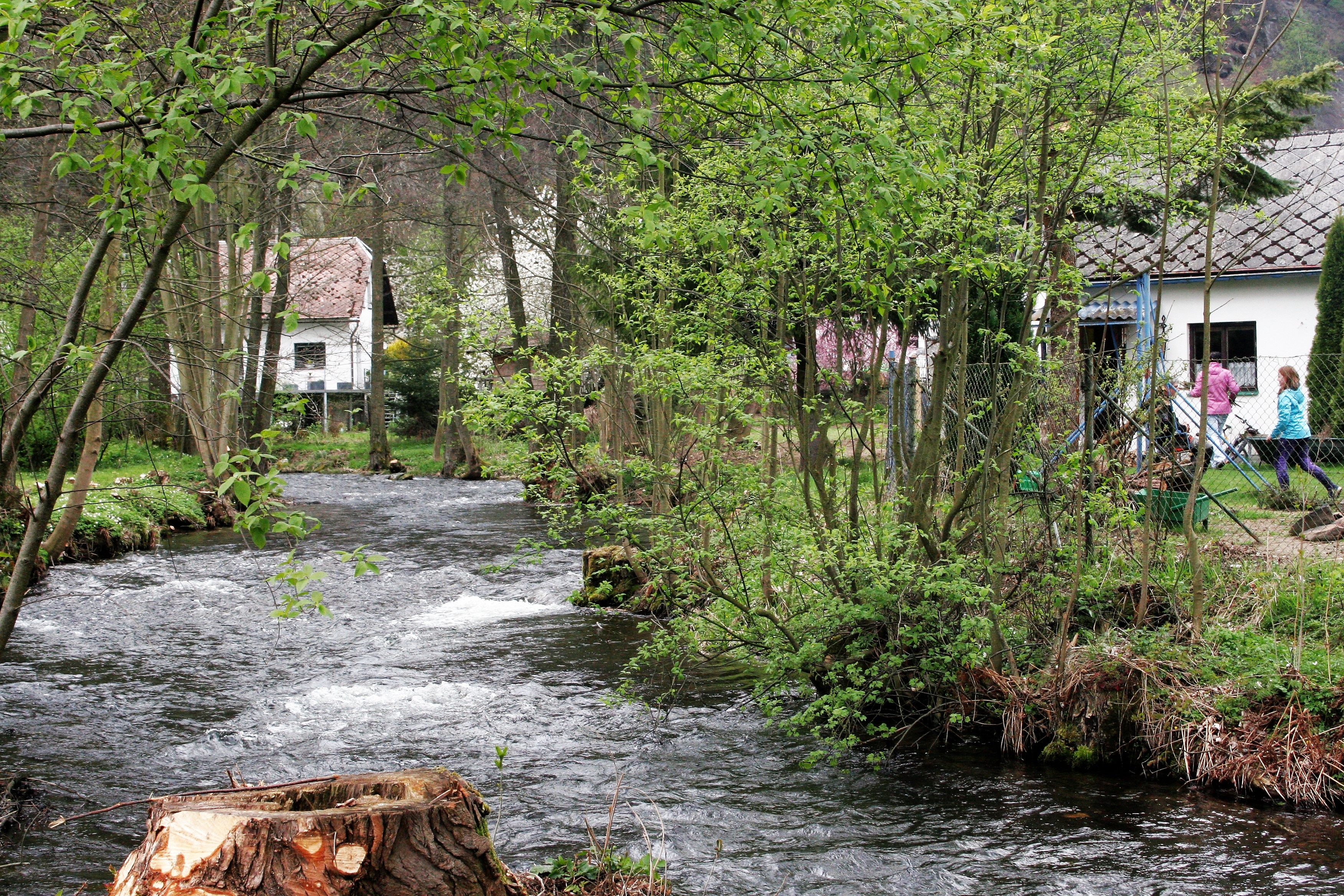
Řeka vedoucí vsí
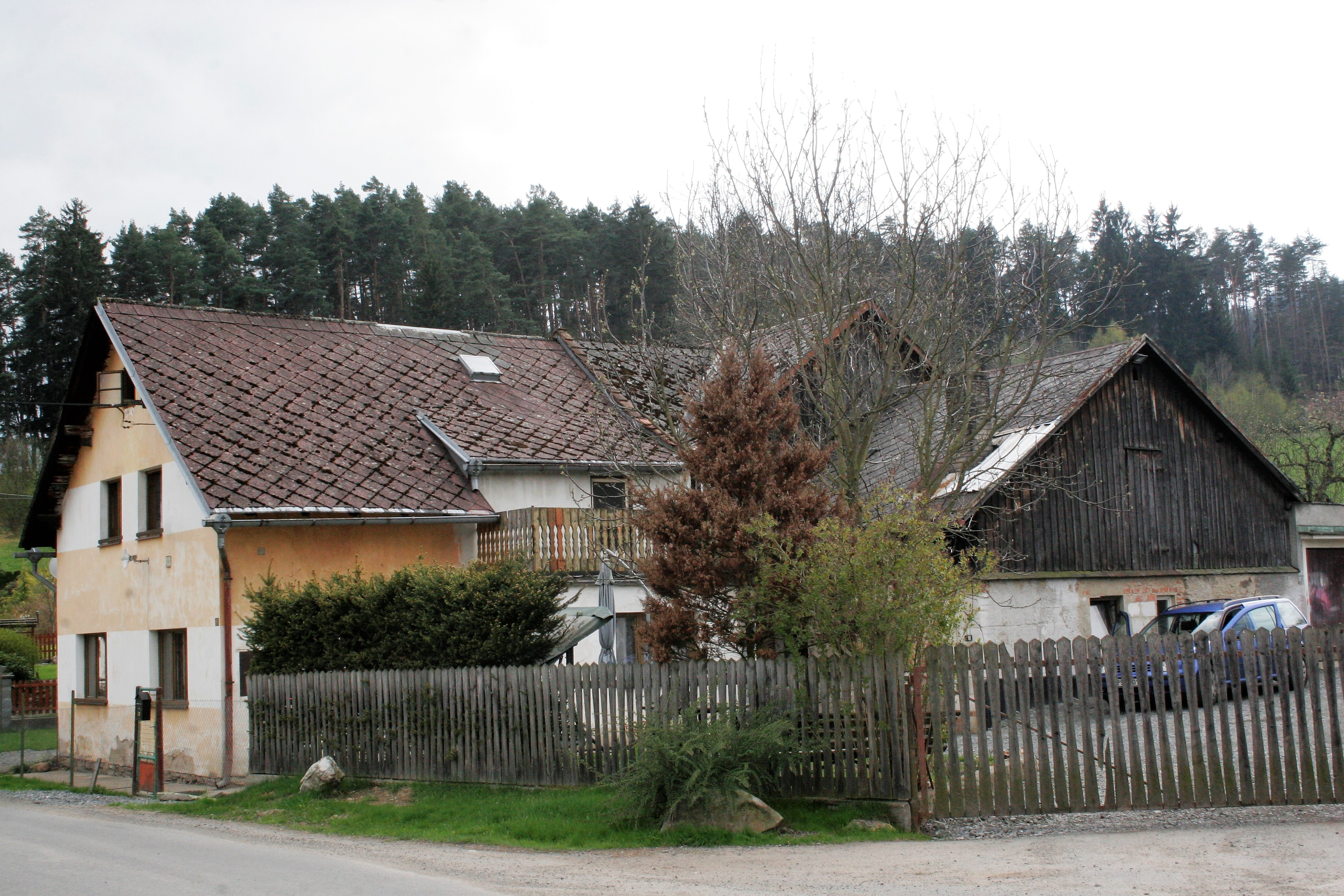
Místní domy
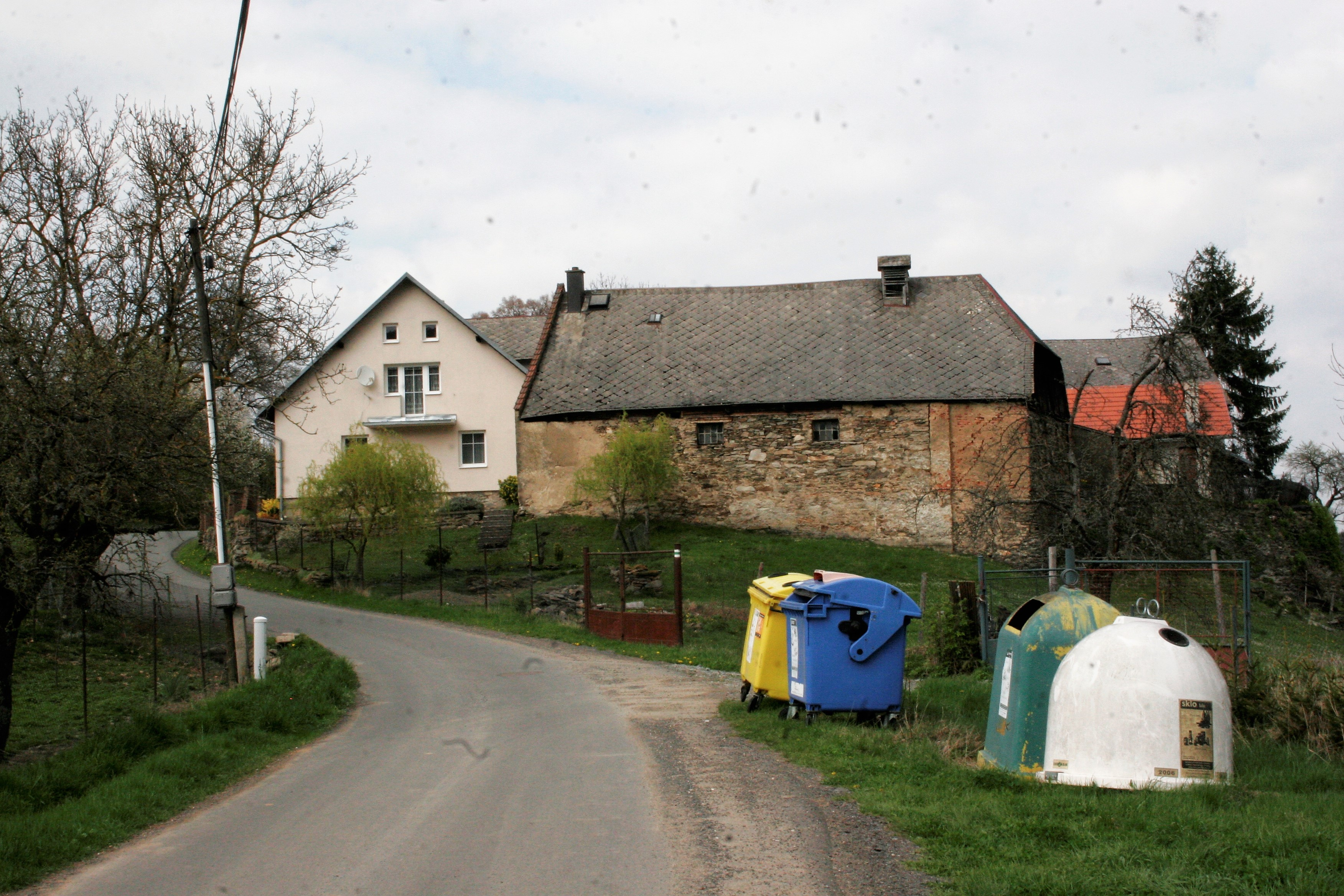
Místní dům se stodolou